# Arhopala mackwoodi
Arhopala mackwoodi är en fjärilsart som beskrevs av Riley 1923. Arhopala mackwoodi ingår i släktet Arhopala och familjen juvelvingar. Inga underarter finns listade i Catalogue of Life.